# Autopsia
Autopsia és una pel·lícula dramàtica de fantasia i terror (fantaterror) espanyola del 1973 escrita i dirigida per Juan Logar i protagonitzada per Juan Luis Galiardo i María José Cantudo.

## Sinopsi
Docudrama sobre un corresponsal de guerra que és ferit en el camp de batalla a la guerra del Vietnam. Després de veure la mort tant a la vora, un cop recuperat i tornat a casa, pateix una crisi espiritual sobre la seva pròpia mortalitat i decideix escriure un reportatge sobre la mort.

## Repartiment
- Juan Luis Galiardo	...	Juan
- Emiliano Redondo	...	Doctor
- Jack Taylor	...	Dr. Azcona
- María José Cantudo	 ...	Sra. Vincent
- Hilario Camacho...	Marit de Lucía
- Montserrat Julió	 ..	Esposa d'Azcona
- Eva León	 ...	Lucía

## Premis
Als Premis del Sindicat Nacional de l'Espectacle de 1973 va rebre el segon premi a la millor pel·lícula.